# Flugt (film fra 2021)
 For alternative betydninger, se Flugt.
Flugt er en dansk animeret dokumentarfilm fra 2021, der er instrueret af Jonas Poher Rasmussen.
Filmen modtog i februar 2022 tre Oscar-nomineringer for bedste animationsfilm, bedste dokumentar og bedste internationale film. Der er tale om både dansk og Oscar-rekord, da en dansk produktion aldrig før har modtaget så mange nomineringer, og at det aldrig tidligere er sket i Oscar-historien, at samme produktion er blevet nomineret til prisen for bedste animationsfilm, bedste dokumentar og bedste internationale film.

## Handling
Amin, en succesfuld dansk akademiker, skal til at tage hul på et nyt kapitel i sit liv: Han skal giftes med sin kæreste, Kasper. Men spøgelser fra Amins turbulente fortid bliver ved med at forfølge ham. Som barn blev han sendt på flugt fra Afghanistan med sin familie. I mere end 20 år har Amin spundet sig ind i bortforklaringer om sin fortid, men nu er hemmeligheden ved at være for tung at bære alene. Han er klar til at tage livtag med fortidens skygger.